# Krasna Wieś
Krasna Wieś (Język staroruski, język poleski: Красне Село) – podlaszucka wieś w Polsce położona w województwie podlaskim, w powiecie bielskim, w gminie Boćki.
W latach 1975–1998 miejscowość administracyjnie należała do województwa białostockiego.

## Historia
Dawniej zwana Krasne lub Krasna. Zdaniem prof. Michała Kondratiuka nazwa może oznaczać miejsce pięknie położone, jasną słoneczną stronę lub czerwonawy kolor gruntu.
Wieś jest ściśle powiązana z rodem Sapiehów, właścicielami nieodległych Bociek. Założycielem rodu był Iwan Sapieha, który otrzymał od króla Zygmunta Starego w 1509 majętność położoną na Podlasiu w ziemi bielskiej i składającą się z sześciu wsi – osad zwanych „źrebiami”. Wśród nich było też Krasne.
W okresie międzywojennym wieś należała do gminy Dubiażyn. 
Według Powszechnego Spisu Ludności z 1921 roku wieś zamieszkiwały 352 osoby, wśród których 60 było wyznania rzymskokatolickiego, 273 prawosławnego, 12 mojżeszowego, a 7 innego. Jednocześnie 350 mieszkańców zadeklarowało polską przynależność narodową, a 2 białoruską. Było tu 69 budynków mieszkalnych.
Majątek ziemski miał tu Aleksander Szelest (55 mórg). Była tu kuźnia, sklep spożywczy, zakład szewski i wiatrak.
Znajdowała się tu szkoła tysiąclecia (obecnie zburzona). 
Wśród mieszkańców wieś nazywana jest też Krasnowieś. W okolicy wsi znajduje się ruskie grodzisko z XII w. (zwane zamczyskiem). A w miejscowości pomnik upamiętniający Mord w Puchałach Starych. 
Ponadto znajduje się tu remiza strażacka wraz z świetlicą w której niegdyś często odbywały się zabawy podlaszuckie.

## Religia
Wieś zamieszkiwana jest przez wiernych trzech wyznań chrześcijańskich: prawosławnych, adwentystów i katolików rzymskich. Każde z tych wyznań posiada we wsi swój dom modlitwy.
Na początku wsi, przy wjeździe od strony Dydul, znajduje się kaplica katolicka pw. Matki Bożej Nieustającej Pomocy należąca do parafii św. Józefa Oblubieńca w Boćkach.
We wsi działa również miejscowy zbór Kościoła Adwentystów Dnia Siódmego wraz z jedynym w Polsce adwentystycznym cmentarzem wyznaniowym.
W lesie, przy drodze do Szeszył, znajduje się prawosławna kaplica (krynoczka) pod wezwaniem św. Serafina Sarowskiego. Natomiast przy drodze do Moskiewiec znajduje się cmentarz prawosławny należący do parafii w Wólce Wygonowskiej. Cmentarz sąsiaduje z cmentarzem adwentystycznym. Poza tym we wsi znajduje się najstarszy cmentarz prawosławno - unicki zwany starymi mohiłkami. 

## Urodzeni w Krasnej Wsi
- Atanazy (Kudiuk) – biskup Rosyjskiego Kościoła Prawosławnego pochodzenia białoruskiego

## Galeria

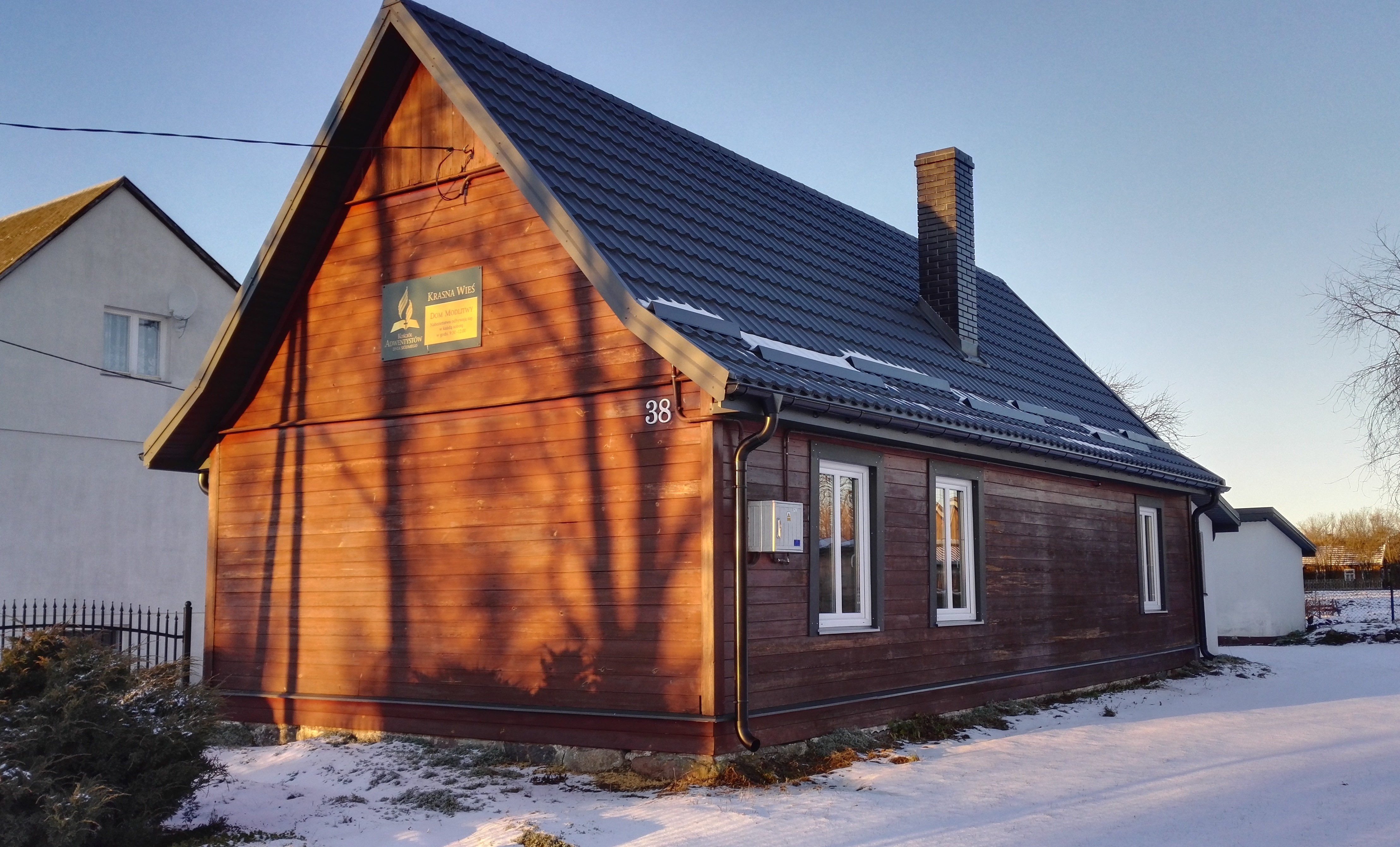
Dom Modlitwy Kościoła Adwentystów Dnia Siódmego
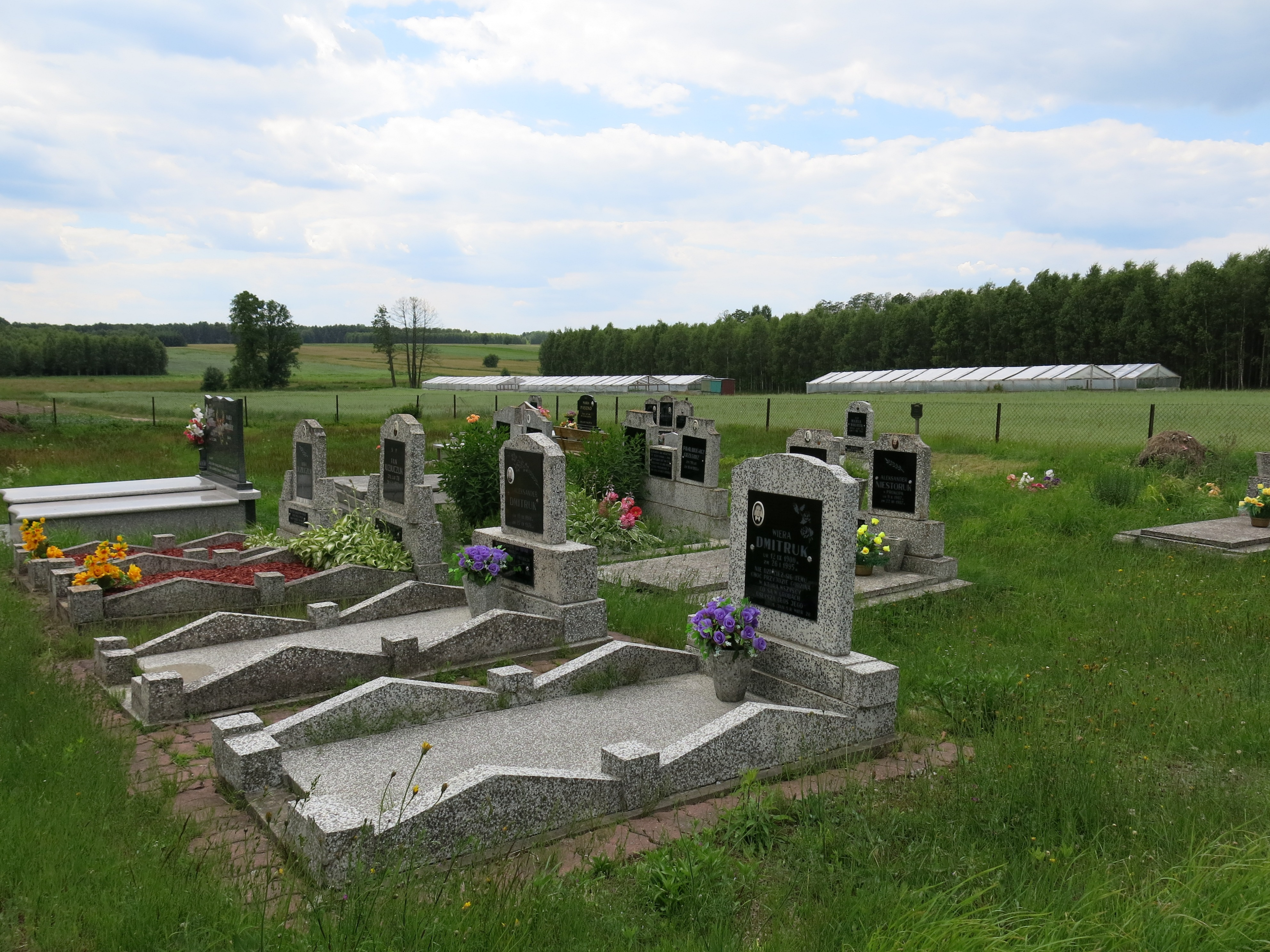
Jedyny w Polsce cmentarz Adwentystów Dnia Siódmego
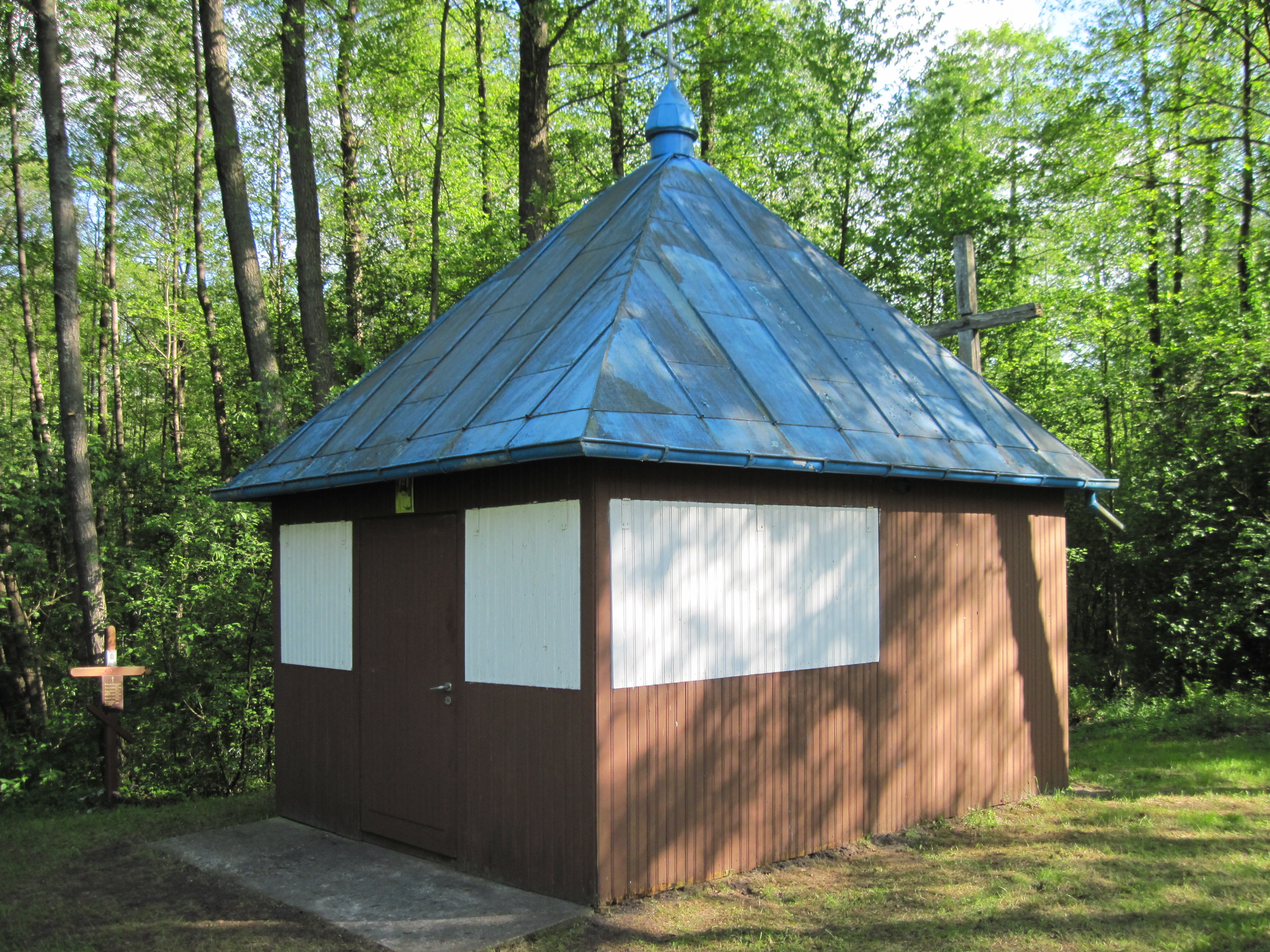
Kaplica prawosławna (czasownia) św. Serafina z Sarowa
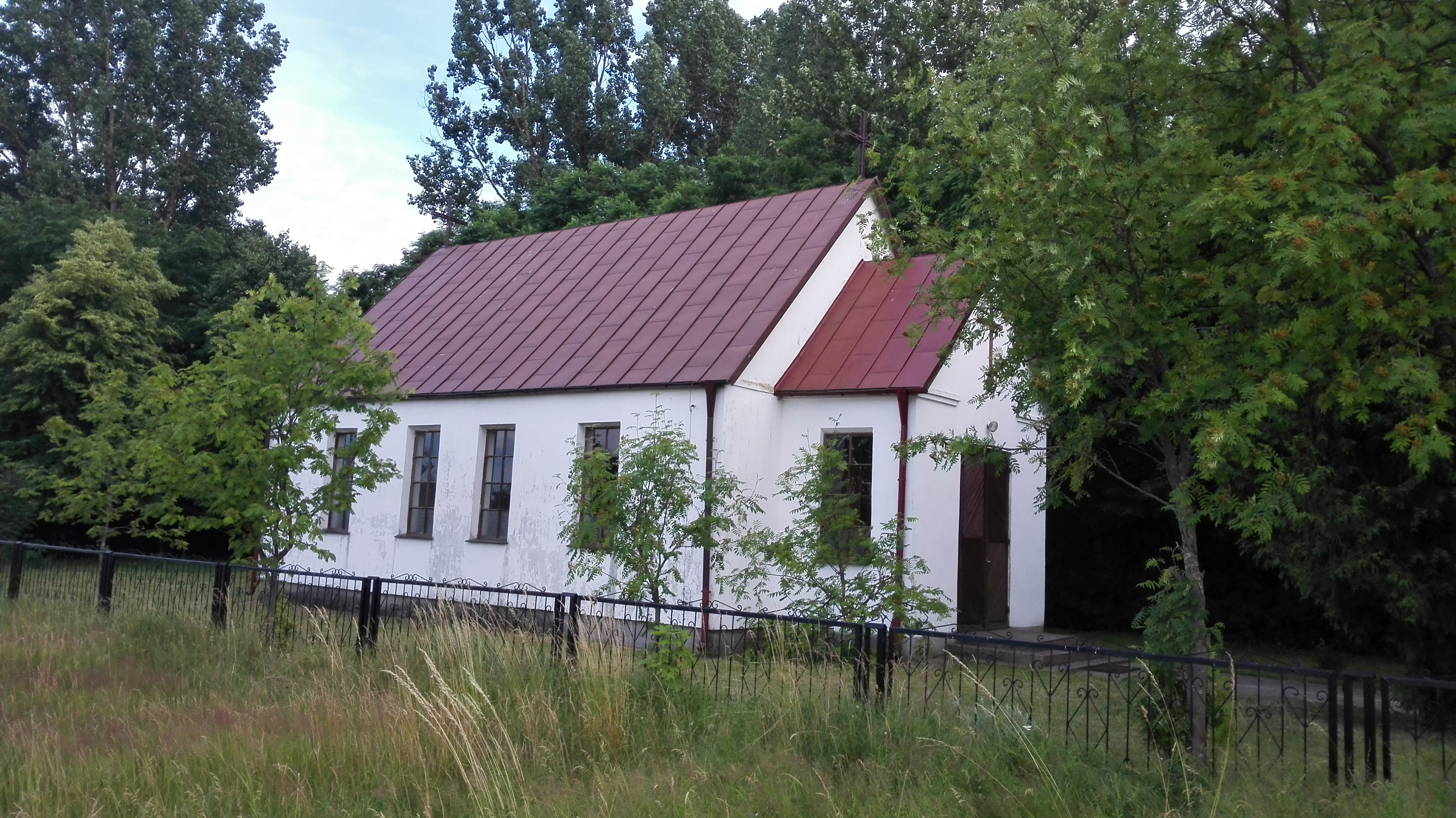
Kaplica rzymskokatolicka Matki Bożej Nieustającej Pomocy